# Гоголевское сельское поселение
Го́голевское се́льское поселе́ние — муниципальное образование в Монастырщинском районе Смоленской области Российской Федерации.
Административный центр — деревня Гоголевка.

## Географические данные
- Расположение: юго-восточная часть Монастырщинского района
- Граничит:
  - на севере — со Слободским сельским поселением
  - на северо-востоке — с Барсуковским сельским поселением
  - на юго-востоке и юге — с Хиславичским районом
  - на западе — со Любавичским сельским поселением
  - на северо-западе — с Александровским сельским поселением и Монастырщинским городским поселением.
- По территории поселения проходят автодороги Монастырщина — Хиславичи и Монастырщина — Починок.

## История
Образовано законом от 2 декабря 2004 года.  
Законом Смоленской области от 28 мая 2015 года в Гоголевское сельское поселение были включены все населённые пункты упразднённого Любавичского сельского поселения.

## Население
| 2011  | 2012 | 2013 | 2014 | 2015 | 2016  | 2017  |
| ----- | ---- | ---- | ---- | ---- | ----- | ----- |
| 856   | ↘818 | ↘766 | ↘726 | ↘707 | ↗1033 | ↘1014 |
| 2018  | 2019 | 2020 | 2021 |      |       |       |
| ↘1002 | ↘974 | ↘953 | ↘911 |      |       |       |

## Населённые пункты
На территории сельского поселения находятся 38 населённых пунктов:
| №  | Населённый пункт | Тип     | Население |
| -- | ---------------- | ------- | --------- |
| 1  | Александровка    | деревня | 1         |
| 2  | Багрецы          | деревня | 127       |
| 3  | Барановка        | деревня | 20        |
| 4  | Баченки          | деревня | 14        |
| 5  | Боровец          | деревня | 3         |
| 6  | Вепри            | деревня | 18        |
| 7  | Войнино          | деревня | 7         |
| 8  | Гоголевка        | деревня | 187       |
| 9  | Гривы            | деревня | 3         |
| 10 | Дубровка         | деревня | 2         |
| 11 | Дудино           | деревня | 240       |
| 12 | Ермаковка        | деревня | 1         |
| 13 | Железняк-1       | деревня | 108       |
| 14 | Железняк-2       | деревня | 49        |
| 15 | Жуково           | деревня | 78        |
| 16 | Каськи           | деревня | 0         |
| 17 | Кодрино          | деревня | 2         |
| 18 | Космач           | деревня | 0         |
| 19 | Лисова Буда      | деревня | 0         |
| 20 | Лыза             | деревня | 161       |
| 21 | Любавичи         | деревня | 172       |
| 22 | Лягино           | деревня | 0         |
| 23 | Молявица         | деревня | 0         |
| 24 | Ново-Мацково     | деревня | 1         |
| 25 | Платково         | деревня | 0         |
| 26 | Полевичева Буда  | деревня | 7         |
| 27 | Посохля          | деревня | 6         |
| 28 | Свирковец        | деревня | 5         |
| 29 | Скоблянка        | деревня | 1         |
| 30 | Славновичи       | деревня | 3         |
| 31 | Сливино          | деревня | 24        |
| 32 | Смолы            | деревня | 6         |
| 33 | Старо-Мацково    | деревня | 0         |
| 34 | Старый Роховец   | деревня | 1         |
| 35 | Старышовка       | деревня | 39        |
| 36 | Точна            | деревня | 0         |
| 37 | Фащевка          | деревня | 7         |
| 38 | Шелеговка        | деревня | 9         |

## Местное самоуправление
Главой поселения и Главой администрации является Колесников Андрей Андреевич.